# Ruokolahti
Ruokolahti [ˈruɔkɔlɑhti] (schwedisch historisch Ruokolax) ist eine Gemeinde im Südosten Finnlands mit 4842 Einwohnern (Stand 31. Dezember 2022). Sie liegt in der Landschaft Südkarelien am Saimaa-See. Insgesamt befinden sich auf dem Gebiet von Ruokolahti über 500 Seen. Das macht Ruokolahti zu einem beliebten Standort für Ferienhäuser. Im Sommer verdoppelt sich die Einwohnerzahl der Gemeinde durch die Feriengäste.
Etwa 20 km entfernt ist Imatra gelegen, einer der Grenzübergänge nach Russland.

## Geografie
Noch knapp auf dem Gemeindegebiet von Ruokolahti liegt das Naturdenkmal Kummakivi.

## Geschichte
Ruokolahti war bereits vor 4000–5000 Jahren bewohnt. Davon zeugen Felszeichnungen an der Anhöhe Kolmiköytinen. Im Jahr 1572 wurde Ruokolahti eine eigenständige Kirchengemeinde aus der während der russischen Zeit 1862 die heutige politische Gemeinde entstand. Die heutige Kirche des Ortes wurde 1854 nach Plänen von Ernst Bernhard Lohrmann auf dem Hügel Kirkkomäki erbaut. Eines der bekanntesten Werke des Malers Albert Edelfelt ist Alte Frauen von Ruokolahti auf dem Kirchhügel (1887).
Auf dem Friedhof ist Simo Häyhä begraben, Träger des Finnischen Ordens des Freiheitskreuzes 1., 2., 3. und 4. Klasse, des höchsten Ordens Finnlands, der durch seine Leistung im Winterkrieg weltberühmt wurde.

## Kultur
Neben der Kreuzkirche aus Holz und dem Glockenturm mit Schindeldach gibt es ein Heimatmuseum. Ebenfalls in der Nähe gelegen ist das Schloss Rantalinna. Das Schloss wurde im Jugendstil erbaut und 1913 fertiggestellt. Von 1915 bis 1929 war es in Besitz des russischen Fürstenpaares Eugenia Maximilianova Romanovskaya und Alexander von Oldenburg. Eine weitere Sehenswürdigkeit sind die Kanäle von Kutvele, Käyhkää und Kukonharju, die im 18. Jahrhundert von russischen Soldaten gebaut wurden.

## Söhne und Töchter
- Risto Alapuro (1944–2022), Soziologe
- Kimmo Tiilikainen (* 1966), Politiker
- Eero Vaara (* 1968), Professor an der Schwedischen Handelshochschule in Helsinki
- Jaakko Hänninen (* 1997), Radrennfahrer

## Galerie

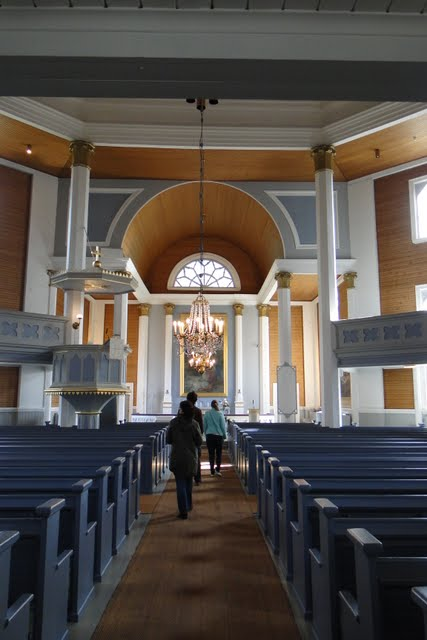
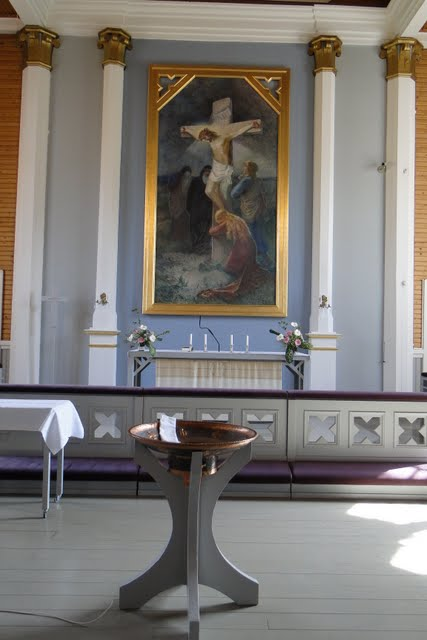
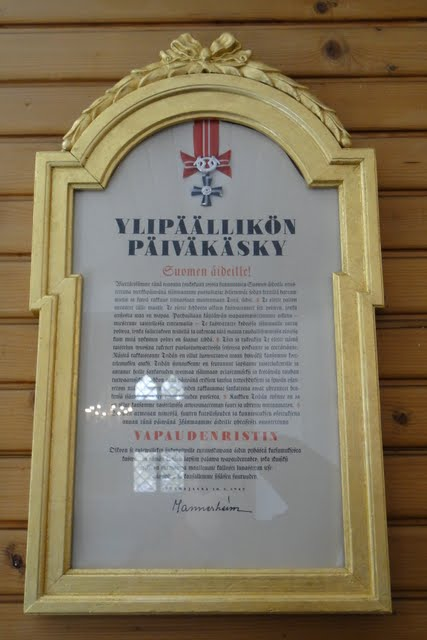
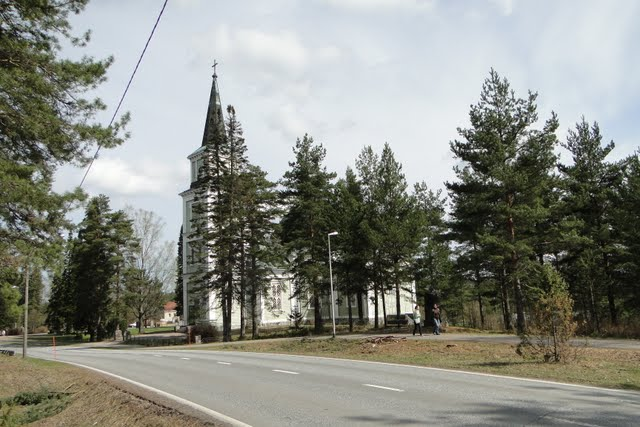
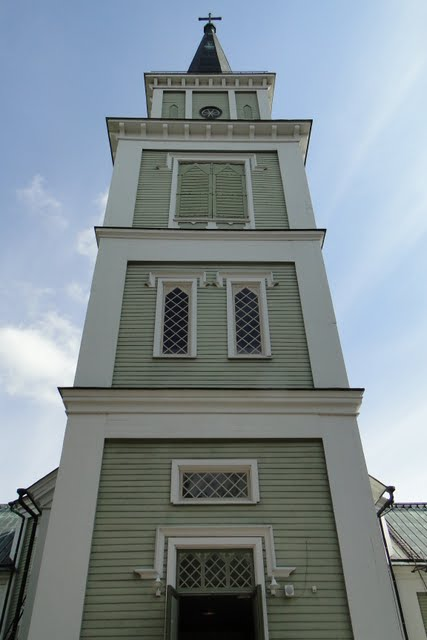

## Sonstiges
Im Jahr 1992 erregte Ruokolahti finnlandweit Aufsehen, als dort im Wald angeblich ein Löwe gesichtet wurde. Bis heute ist der Wahrheitsgehalt nicht geklärt; als eine mögliche Erklärung wurde vorgebracht, es habe sich um einen Löwen gehandelt, der aus einem russischen Zirkus ausgebrochen sei. Im medialen Sommerloch stieß der Vorfall auf ein gewaltiges Echo. Bis heute gilt der Löwe als Maskottchen von Ruokolahti.